# Velebit (dnevni list, Split)
Velebit je bio hrvatski dnevnik. Bio je prvim dnevnim novinama u Splitu.
Pokrenuo ih je hrvatski političar Ante Trumbić. Pokrenuo ih je uoči izbora za Dalmatinski sabor 1908., kad je osnovao vlastitu tiskaru, a svoje dnevne novine je prvi put objavio 1. veljače 1908. godine.
List se na uvodnom dijelu izjašnjavao "da će se zalagati za jedinstvo i samostalnost hrvatskog naroda" i da će biti sljedbenikom programa Hrvatske stranke, iako nije bio službenim glasilom te stranke.
Velebit je imao dopisnika u Zagrebu, pisao je o gospodarskim temama, pitanju hrvatske prometne povezanosti (povezivanje željezničkom prugom), radu Hrvatskog sabora i političkom stanju u prekovelebitskoj Hrvatskoj. 
Prestao je izlaziti 30. rujna 1908.